# 津南警察署

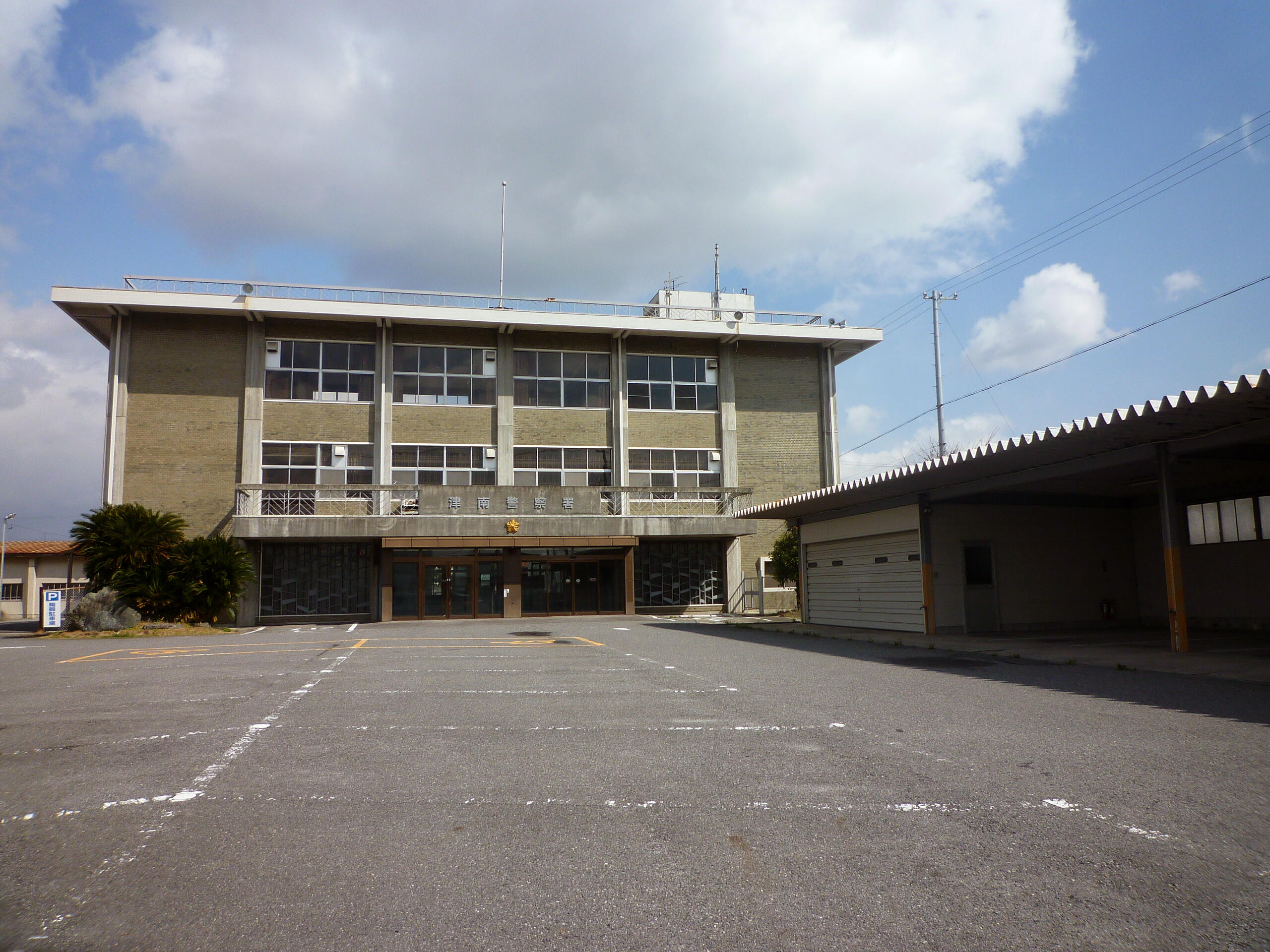
旧津南警察署庁舎（津市久居中町）

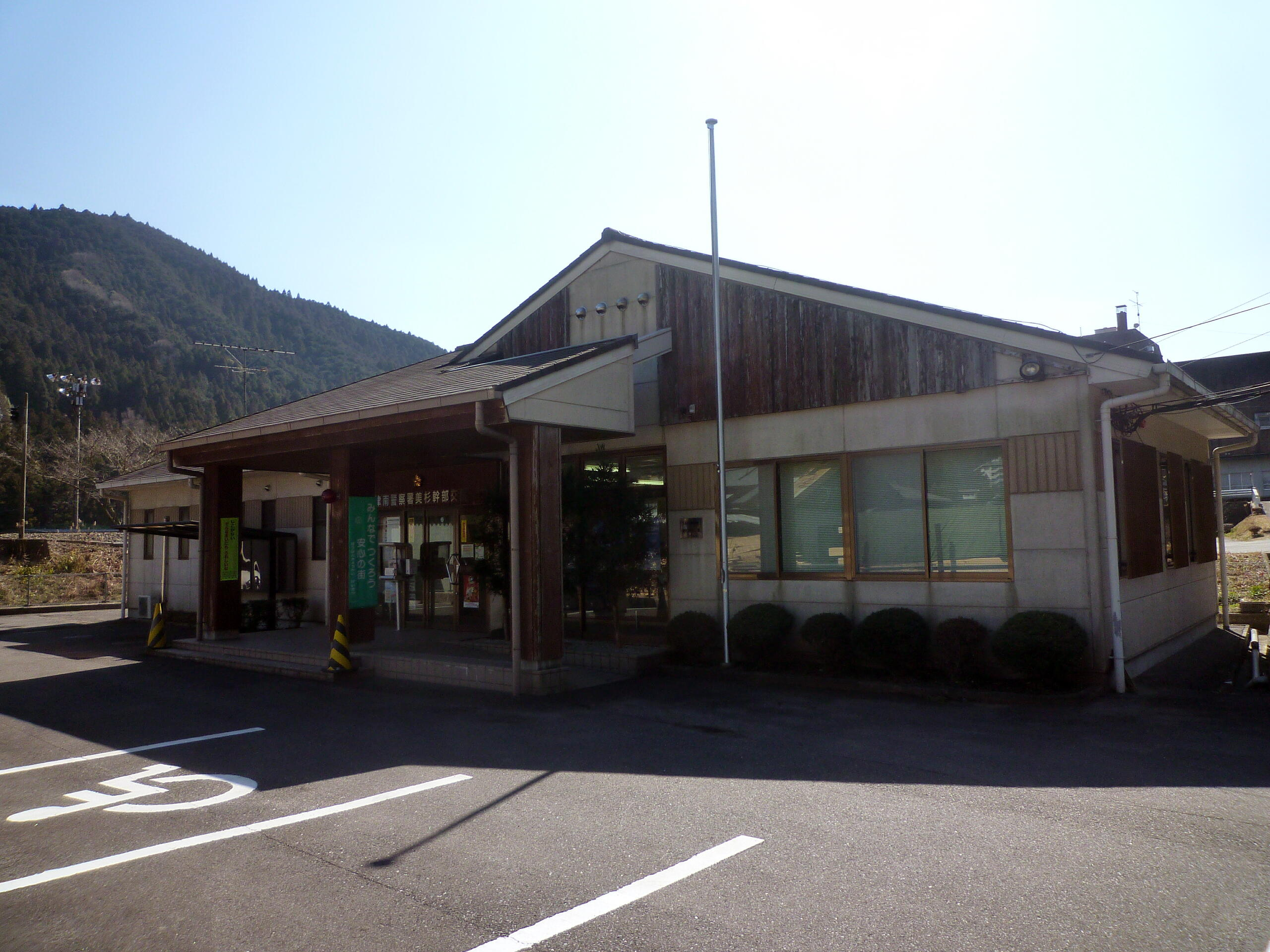
美杉幹部交番

津南警察署（つみなみけいさつしょ）は、三重県警察が管轄する警察署の一つである。

## 所在地
- 三重県津市久居明神町2501-1

## 管轄区域
- 津市（旧津市の南部、旧久居市、旧一志郡の一部）

## 沿革
- 旧・三重県久居警察署時代の管轄区域は久居市と、一志郡3町1村（香良洲町、一志町、白山町、美杉村）であった。
- 2006年（平成18年）1月1日：管内の旧津市と久居市、一志郡3町1村（香良洲町、一志町、白山町、美杉村）、津警察署の管轄区域である安芸郡3町1村（河芸町、芸濃町、美里村、安濃町）、が新設合併し、新・津市となったことにより、管轄区域市町村が、2市3町1村から1市のみとなり、併せて自治体名の久居の名称廃止に伴い、同日、名称を三重県久居警察署から三重県津南警察署へ改称した。
- 2010年（平成22年）1月18日：旧三重県久居庁舎へ移転[1]。

## 組織
- 会計課
  - 会計係
- 警務課
  - 警務係
  - 安全相談・被害者支援係
- 留置管理課
  - 留置管理係
- 生活安全課
  - 生活安全係
  - 少年係
  - 捜査係
- 地域課
  - 企画指導係
  - 事件指導・教養係
  - 地域係
  - 通信指令係
- 刑事課
  - 捜査庶務係
  - 捜査第一係
  - 捜査第二係
  - 鑑識係
- 交通課
  - 交通総務・規制係
  - 交通指導係
  - 交通捜査係
- 警備課
  - 警備係

他に、署庁舎内に交通機動隊の分駐所等がある。

## 幹部交番
| 幹部交番 | 自治体 | 所在地     |
| -------- | ------ | ---------- |
| 美杉     | 津市   | 美杉町八知 |

## 交番
| 交番     | 自治体 | 所在地       |
| -------- | ------ | ------------ |
| 久居駅前 | 津市   | 久居新町     |
| 南郊     | 津市   | 高茶屋四丁目 |

## 警察官駐在所

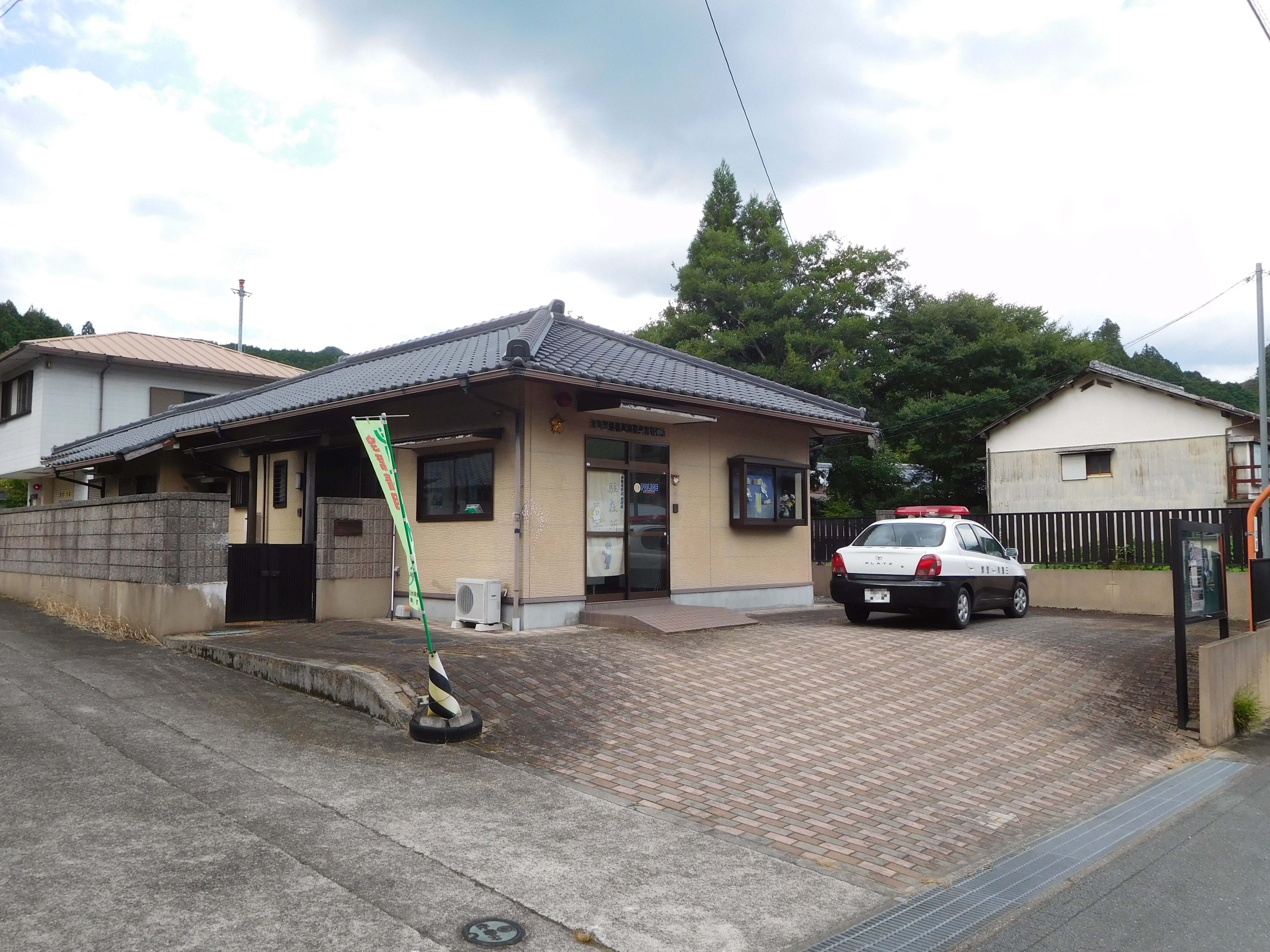
奥津警察官駐在所

| 警察官駐在所 | 自治体 | 所在地       |
| ------------ | ------ | ------------ |
| 庄田         | 津市   | 庄田町       |
| 榊原         | 津市   | 榊原町       |
| 高岡         | 津市   | 一志町田尻   |
| 川合         | 津市   | 一志町八太   |
| 大井         | 津市   | 一志町大仰   |
| 大三         | 津市   | 白山町二本木 |
| 川口         | 津市   | 白山町川口   |
| 家城         | 津市   | 白山町南家城 |
| 八ツ山       | 津市   | 白山町八対野 |
| 倭           | 津市   | 白山町中ノ村 |
| 香良洲町     | 津市   | 香良洲町     |
| 奥津         | 津市   | 美杉町奥津   |
| 太郎生       | 津市   | 美杉町太郎生 |